# Haploperla fleeki
Haploperla fleeki is een steenvlieg uit de familie groene steenvliegen (Chloroperlidae). De wetenschappelijke naam van de soort is voor het eerst geldig gepubliceerd in 2005 door Kondratieff, Kirchner & Lenat.